# Digital Mystikz
Digital Mystikz är en dubstepduo från London-förorten Norwood. Tillsammans med Loefah och Sgt. Pokes driver de skivbolaget DMZ och en återkommande klubb på Mass club complex i Brixton. John Peel på BBC var en tidig fan av Digital Mystikz och placerade dem på tjugonionde plats på hans topp 50-lista för 2004